# Pecatonica
Pour les articles homonymes, voir Pecatonica (homonymie).
La Pecatonica est une rivière du sud du Wisconsin et du nord de l'Illinois, longue d'environ 312 km. Elle est un affluent de la rivière Rock, donc un sous-affluent du fleuve Mississippi.